# 다국적군 감시단
다국적군 감시단(Multinational Force and Observers, MFO)는 이집트와 이스라엘 간의 평화 조약 조건을 감독하는 국제 평화 유지군이다. MFO는 일반적으로 시나이반도와 그 주변에서 활동하며 티란 해협과 아카바만을 통한 자유로운 항해를 보장하고 이집트-이스라엘 평화 조약의 다른 조건을 준수한다.

## 기여 국가
2023년 8월 기준 15개 주에서 병력을 파견하고 있다.
| 국가           | 병력 수 |
| -------------- | ------- |
| 알바니아       | 3       |
| 오스트레일리아 | 27      |
| 캐나다         | 39      |
| 콜롬비아       | 275     |
| 체코           | 18      |
| 피지           | 170     |
| 프랑스         | 1       |
| 이탈리아       | 78      |
| 일본           | 4       |
| 뉴질랜드       | 30      |
| 노르웨이       | 3       |
| 세르비아       | 10      |
| 영국           | 2       |
| 미국           | 465     |
| 우루과이       | 41      |
| 총 병력 수:    | 1,166   |

## 같이 보기
- 유엔 긴급군